# Лошаков-Колычёв, Иван Васильевич Жук
Ива́н Васи́льевич Жук Лошако́в-Колычёв (ум. после 1527) — русский боярин и воевода, дипломат, второй сын Василия Григорьевича Лошака Колычёва.

## Биография
Впервые Иван упоминается в разрядах в 1501—1502 годах как наместник в Брянске. И Брянска он с армией ходил к Мстиславлю в Литву.
Согласно разрядам, в 1514/1515 и 1519 годах в походе из Ржевы в Литву участвовал Иван Григорьевич Лошаков. А. А. Зимин полагает, что в разрядах ошибка и имелся в виду Иван Жук.
в 1517 году Иван Жук разбил литовский отряд в 3 000 человек, затем находился при войске, собранном под Коломной, в связи с известием о нападении крымских татар.
В 1519 году Иван Жук ходил из Великих Лук к Полоцку.
В 1521 году Иван был воеводой в Торопце.
В 1522 году Иван был воеводой в полку левой руки под Рославлем.
В 1523/1524 году Иван возглавлял сторожевой полк конной рати во время похода в Казань.
В 1524 году Иван, будучи уже боярином, был послан к хану Крыма Мехмеду I Гирею, и в Перекопе был свидетелем разорения Крыма ногаями и атаманом запорожских казаков Дашковичем. Вернулся в Москву в 1525 году с афонским иноком Гавриилом, который привёз великому князю Василию III письмо от монастырей Палестины, не одобрявших его развод с Соломонией.
Последний раз Иван Жук упоминается в 1527 году, когда он поручился за князя Михаила Львовича Глинского.
Вероятно Иван Жук владел поместьями в Шелонской пятине Новгородской земли.

## Брак и дети
Имя жены Ивана неизвестно. Дети:
- Даниил (ум. 1564), голова, воевода
- Третьяк (Епифан) (ум. 28 августа 1552), голова
- Никита (ум. после 1585), новгородский помещик
- Андрей (ум. после 1585), новгородский помещик
- Гордей (ум. после 1585), новгородский помещик